# Tordyveln, Södermanland
Tordyveln är en sjö i Flens kommun i Södermanland och ingår i Nyköpingsåns huvudavrinningsområde.